# James Grogan
James Grogan (Tacoma, Estados Unidos, 7 de diciembre de 1931-San Bernardino (California), 3 de julio de 2000) fue un patinador artístico sobre hielo estadounidense, cuatro veces subcampeón del mundo entre 1951 y 1954.

## Carrera deportiva
Ha conseguido ser cuatro veces subcampeón del mundo en la competición individual, en Milán 1951 —tras su compatriota Dick Button—, en París 1952 — de nuevo tras Dick Button—, en Davos 1953 —esta vez por detrás del también estadounidense Hayes Alan Jenkins— y en Oslo 1954, de nuevo tras Hayes Alan Jenkins.
Además en los JJ. OO. de Oslo 1952 consiguió el bronce, tras Dick Button y el austriaco Helmut Seibt.